# Фримонт (река)
Фримонт (англ. Fremont River) — река на юге штата Юта (США), один из составляющих притоков реки Дерти-Девил. Длина реки составляет 153 км.

## География

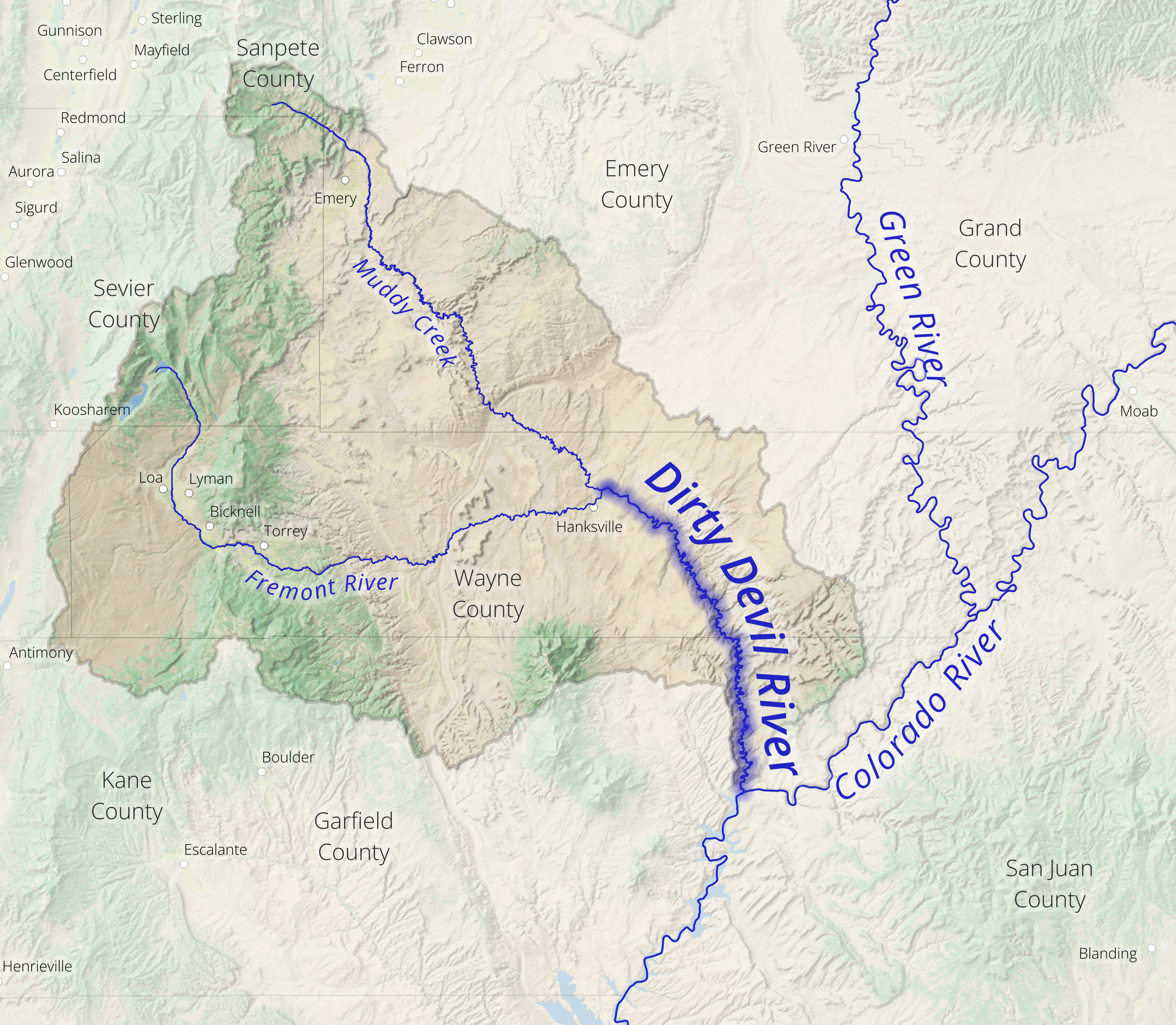
Бассейн реки Дерти-Девил с указанием реки Фримонт

Река Фримонт вытекает из водохранилища Джонсон-Валли, водная поверхность которого расположена на высоте 2690 м. После этого река течёт в юго-восточном направлении, протекая по округам Севир и Уэйн. В частности, она протекает по расположенному в этих округах национальному парку Капитол-Риф. Вблизи города Ханксвилл, на высоте около 1300 м, Фримонт соединяется с Мадди-Криком, образуя реку Дерти-Девил, которая, в свою очередь, является притоком реки Колорадо.
Площадь водосборного бассейна реки Фримонт — около 5130 км². Бо́льшая часть бассейна находится на территории округа Уэйн, небольшие участки расположены в округах Севир, Пайют и Гарфилд.
Средний расход воды в реке Фримонт вблизи города Бикнелл — 2,38 м³/c (по усреднённым данным 1977—2013 годов).

## История
Река Фримонт получила своё название в честь картографа, исследователя и политика Джона Чарльза Фримонта. Место впадения Дерти-Девила в реку Колорадо было обнаружено 27 июля 1869 года экспедицией Джона Уэсли Пауэлла, проводившей картографические и научные исследования каньонов Колорадо и Грин-Ривера. Сначала за рекой закрепилось название Дерти-Девил, однако через некоторое время Пауэлл переименовал её во Фримонт. Впоследствии было решено называть Фримонтом один из составляющих притоков, а река от места слияния Фримонта и Мадди-Крика сохранила название Дерти-Девил.
По имени реки получила своё название Фремонтская культура, первые артефакты которой были найдены на берегах реки Фримонт.

## Фауна
В реке Фримонт водятся местные виды Catostomus discobolus, Catostomus latipinnis, крапчатый ринихт (Rhinichthys osculus) и Cottus bairdii. Из неродных видов упоминаются Catostomus ardens, Gila atraria, краснобокий ричардсониус (Richardsonius balteatus), Lepidomeda aliciae, микижа (Oncorhynchus mykiss), кумжа (Salmo trutta) и чёрный сомик (Ameiurus melas).